# Roy Bentley
Roy Thomas Frank Bentley (født 17. maj 1924 i Bristol, England - 20. april 2018) var en engelsk fodboldspiller (angriber/forsvarer) og manager.
Bentleys karriere strakte sig over hele 23 år og fem forskellige klubber, alle i England. Han tilbragte blandt andet otte sæsoner hos Chelsea og fire hos Fulham. Hos Chelsea var han i 1955 med til at vinde det engelske mesterskab.
Bentley spillede desuden 12 kampe og scorede ni mål for det engelske landshold. Hans første landskamp var et opgør mod Sverige 13. maj 1949, hans sidste en kamp mod Portugal 22. maj 1955.
Bentley var en del af det engelske hold der deltog ved VM i 1950 i Brasilien, landets første VM-deltagelse nogensinde. Turneringen endte med et skuffende exit efter det indledende gruppespil for englænderne, og Bentley kom ikke på banen undervejs.

## Titler
Engelske mesterskab
- 1955 med Chelsea F.C.